# Институт истории Академии наук Республики Узбекистан
Институт истории Академии наук Республики Узбекистан (узб. O'zbekiston fanlar akademiyasi Tarix instituti) — государственное учреждение Республики Узбекистан, являющееся координирующим центром исторических исследований в стране. Подчинено Академии наук Республики Узбекистан.

## История
У истоков развития истории Узбекистана стоят востоковеды и историки В. Л. Вяткин, П.Салиев, М.Саиджанов, Я. Г. Гулямов, М. Е. Массон, М.Андреев. В становлении исторической науки республики велика роль советских историков С. П. Толстова, З. Ш. Раджабова и др.
С 1943 года Институт истории и археологии функционирует как самостоятельное научное учреждение в составе Академии наук Узбекской ССР.
По инициативе академиков Я.Гулямова, И. М. Муминова по случаю 2500-летнего юбилея Самарканда и постановлением Совета министров УзбССР от 1970 года, Постановлением Президиума Академии наук Узбекской ССР был создан Институт археологии, которому в 1998 году было присвоено имя археолога, историка, академика Я. Г. Гулямова. С 1970 года Институт называется Институт истории АН Узбекистана.
Если во время создания института его коллектив состоял из 44 человек, в том числе двух докторов и пяти кандидатов наук, то в настоящее время в институте работают 84 сотрудника, в том числе 24 доктора и 26 кандидата наук. Институт внёс крупный вклад в изучение истории, этногенеза, материальной и духовной культуры Узбекистана с древнейших времён по новейшее время.

### Руководители
- 1943—1945 — Зариф Шарипович Раджабов, советский таджикский историк, академик АН Таджикской ССР (с 1962).
- 1945—1947 — член-корреспондент Василий Афанасьевич Шишкин
- 1947—1949 — Владимир Яковлевич Непомнин
- 1949—1952 — член-корреспондент Рашид Набиевич Набиев
- 1952—1955 — академик Хабиб Турсунович Турсунов
- 1955—1956 — академик Ибрагим Муминович Муминов
- 1956—1959 — академик Яхъя Гулямович Гулямов
- 1959—1965 — Абдусамат Хантураевич Бабаходжаев
- 1965—1986 — член-корреспондент Мелихон Ахуновна Ахунова[узб.]
- 1986—1991 — Рано Ядгаровна Раджапова
- 1991—1995 — академик Ахмадали Аскарович Аскаров
- 1995—1998 — академик Абдулахад Рахимжонович Мухаммаджонов
- 1998—2000 — Мирсадик Мирсултанович Исхаков
- 2000—2011 — Дилором Агзамовна Алимова
- 2011—2019 — Равшан Маджидович Абдуллаев
- с 2019 — академик Азамат Хамидович Зияев

## Структура
Институт истории имеет несколько отделов.
Отдел древней истории и материальной культуры Узбекистана. Отдел создан в 1998 г. после принятия Постановления Кабинета Министров РУз «Об улучшении деятельности Института истории АН РУз». Отделом разрабатывается ряд тем, освещающих различные аспекты древней истории (цивилизация и государственность, формирование древних городов, проблемы взаимовлияния экологии и древних цивилизаций и др.).
Отдел истории Узбекистана средневекового периода. Создан в 1943 году одновременно с институтом Истории АН РУз. С первых дней до 1977 года отделом заведовал академик Я. Г. Гулямов. В дальнейшем д.и.н. профессор Р. Г. Мукминова, д.и.н. А. Атаходжаев, д.и.н. профессор Г. А. Агзамова, д.и.н. Ш. Махмудов. В отделе велись и ведутся научные исследования над проблемами средневековой истории народов Узбекистана, «история внешних экономических и политических отношений» народов Центральной Азии в средние века.
Отдел «История Узбекистана во второй половине XIX — начале XX вв.». Позже «Отдел истории нового времени» — был создан в 1943 году одновременно с институтом Истории АН РУз. С 1965 года до середины 1990-х годов отделом руководил д.и.н., проф. Х. Зиёев, под руководством которого были подготовлены и изданы соответствующие части многотомных изданий по истории Узбекистана, многочисленные монографии и научные издания. Отделом разное время руководили д.и.н., проф., Д. Х. Зияева, д.и.н. проф. М. С. Исакова. С 2024 года отделом руководит д.и.н. Д. М. Жамолова. За последние 15 лет в отделе разработаны актуальные проблемы истории второй половины XIX — начала XX вв. Новыми направлениями в научной деятельности отдела являются такие научные проблемы, как история предпринимательства, военного дела, общественно-политических процессов в Бухарском и Хивинском ханствах, история городов, транспортной системы и коммуникации, ремесла, вакуфного имущества, духовно-культурных учреждений, религиозная политика и положение различных конфессий, социальные проблемы, анализ исторической литературы и источников, в частности материалов печати.
Отдел историографии и источниковедения. Главное внимание в историографии обращается на: теоретические проблемы историографического анализа, развития его методологии, борьбу мнений по коренным теоретическим и методологическим вопросам; эволюцию расширения и изменения как тематики, которую разрабатывали историки, так и источников, привлекаемых при этом; совершенствование методов научного анализа, источниковедческих приемов исследования, критики источников; характер изложения исторического материала, стиль историков разных эпох. Институциональное оформление историографии в её академическом понимании в Узбекистане состоялось в конце 1960-х гг., когда на базе Института истории, в соответствии со специальным решением Президиума Академии наук Узбекистана, был организован Сектор, а впоследствии и Отдел Историографии. Позднее, он был переименован в Отдел историографии, источниковедения и методов исторических исследований. С 1968 по 1988 гг. Отдел возглавлял д.и.н., проф. Б. В. Лунин, в 1988—1992 гг. — к.и.н. В. А. Германов, и с 1992 г. Позже отдел возглавляли д.и.н., проф. Д. А. Алимова, д.и.н. Н. А. Аллаева. Создание специального Отдела стимулировало дальнейшее развитие историографии как одного из направлений научной деятельности Института истории.
Отдел современной истории и международных исследований. В марте 1996 года, в структуре Института истории АН РУз был образован отдел «Истории Узбекистана периода независимости», позже преобразован в «Отдел истории новейшего времени». С момента образования руководителями отдела были д.и.н. Р. Насыров, к.и.н. М. Жураев, д.и.н. Э. Нуриддинов, д.и.н. М. А. Рахимов, к.и.н. М. Дармонова. В настоящее время отделом заведует директор Института истории — д.и.н. академик А. Зиё. Основной задачей отдела является научное освещение с исторической позиции происходящих в годы независимости процессов общественно-политических, социально-экономических и культурно-духовных преобразований.
Сектор истории Узбекистана советского периода (1917—1991 гг.). (Позже, в период реформ под началом директора Института Истории — академика А.Зиё — трансформировался в «Отдел истории нового времени»). В первые годы независимости сотрудниками института Истории Узбекистана были изучены проблемы влияния Февральской революции и Октябрьской революции 1917 года на общественно-политические и социально-политические процессы в Туркестане (Р. Я. Раджапова, Р. М. Абдуллаев, С. Агзамходжаев, И. А. Алимов, А. Х. Бабаходжаев, Х. Ш. Иноятов, Р. А. Нуруллин, К. К. Раджабов и др.).
Отдел Этнологии и Антропологии. Отдел (сектор) этнографии был создан в Институте истории и археологии АН РУз в 1943 году, его первым руководителем был д.и.н, академик М. С. Андреев. В последующем этот отдел возглавляли д.и.н. О. А. Сухарева, д. и. н., академик К. Ш. Шаниязов, к. и. н. С. Мирхасилов, д.и.н. З. Х. Арифханова, д.и.н. Г. Ш. Зунунова, с 2009 года, отдел возглавляет д.и.н. А. А. Аширов. В 1940-60-е гг. в республике формируется профессиональный корпус этнографов, внёсших свой вклад как в изучение этнической истории и исторической этнографии (К. Ш. Шаниязов, Иногамов, Т. Файзиев, Х. Исмаилов), так и современности (М. А. Бикжанова, И. М. Джаббаров, С. М. Мирхасилов и др.), работавших в Отделе в 1950-80-е гг. В настоящее время работа в отделе этнологии ведется по следующим направлениям: историческая этнография, современная этнография и этническая история узбекского народа, исследование проблем этнической идентичности, этнические процессы.
Отдел истории древнего периода. Отдел занимается изучением истории Узбекистана периода античности, истории Древнего периода и цивилизаций, существовавших на территории современного Узбекистана, археологических памятников и артефактов, останков древности. С 2019 года отдел возглавляет д.и.н. Ф. Ш. Шамукаррамова.

## Научные издания
В Институте истории с 1998 года выпускается научный журнал «История Узбекистана» (Ўзбекистон тарихи).